# Do or Die (canción de 30 Seconds to Mars)
«Do or Die» —en español: «Hazlo o Muere»— es una canción de rock alternativo interpretada por la banda estadounidense 30 Seconds to Mars y lanzada como segundo sencillo de su cuarto álbum de estudio, Love, Lust, Faith and Dreams. La canción fue lanzada como sencillo en CD el primero de julio de 2013.

## Vídeo musical
El video del tema fue dirigido por Jared Leto, vocalista de la banda. Fue estrenado en YouTube el 5 de agosto de 2013.
Las escenas incorporan vídeos del Love, Lust, Faith and Dreams Tour, misma gira que promueve el álbum, se muestran escenas de la banda viajando a lo largo del mundo y de la convivencia con los fanes apodados Echelon.

## Presentaciones en vivo
«Do or Die» fue agregada al repertorio del Love, Lust, Faith and Dreams Tour, gira musical de la banda. También fue interpretada en el festival musical Rock am Ring. La banda acostumbra a interpretar la pista en el escenario B.

## Lista de canciones
- Sencillo CD

| Do or Die: Single |                              |          |  |
| N.º               | Título                       | Duración |  |
| 1.                | «Do or Die»                  | 04:09    |  |
| 2.                | «Do or Die» (Afrojack Remix) | 03:59    |  |